# Дзенерино, Паскале
Паска́ле Дзенери́но (нем. Pascale Zenerino) — швейцарская кёрлингистка.
В составе женской сборной Швейцарии участница чемпионата мира 2002 (заняли пятое место). Двукратная чемпионка Швейцарии по кёрлингу среди смешанных команд.

## Достижения
- Чемпионат Швейцарии по кёрлингу среди смешанных команд: золото (1997, 1998).

## Команды
| Сезон                                          | Четвёртый      | Третий        | Второй             | Первый            | Запасной          | Турниры           |
| ---------------------------------------------- | -------------- | ------------- | ------------------ | ----------------- | ----------------- | ----------------- |
| 2001—02                                        | Мануэла Корман | Андреа Штёкли | Кристина Шёнбехлер | Жаннин Пробст     | Паскале Дзенерино | ЧМ 2002 (5 место) |
| Кёрлинг среди смешанных команд (mixed curling) |                |               |                    |                   |                   |                   |
| 1996—97                                        | Beat Landolt   | Sonja Koch    | Ueli Zollinger     | Паскале Дзенерино |                   | ЧШСК 1997         |
| 1997—98                                        | Beat Landolt   | Sonja Koch    | Daniel Lüthi       | Паскале Дзенерино |                   | ЧШСК 1998         |

(скипы выделены полужирным шрифтом)